# Băng Sơn
Băng Sơn (18 tháng 12 năm 1932 – 3 tháng 9 năm 2010), tên thật là Trần Quang Bốn, là nhà văn hiện đại Việt Nam chuyên viết về Hà Nội. Ông là Hội viên của Hội Nhà văn Việt Nam, Hội nhà văn Hà Nội, Hội văn hóa dân gian Hà Nội,...

## Cuộc đời và sự nghiệp
Băng Sơn quê ở huyện Bình Lục, tỉnh Hà Nam nhưng sinh ra tại thị trấn Cẩm Giàng, huyện Cẩm Giàng, tỉnh Hải Dương; quê mẹ ở làng Sét, huyện Thanh Trì, Hà Nội. Ông sống, học tập và làm việc ở Hà Nội từ năm 1947, sự nghiệp văn chương của ông khởi nghiệp ở đất Hà Thành từ năm 1949 lúc 17 tuổi (bài thơ đầu tiên đăng trên báo) và đã có rất nhiều bài viết được đăng báo từ thuở đang còn ngồi trên ghế nhà trường.
Vào những năm 70 của thế kỷ 20, Băng Sơn bắt đầu chuyển hướng sang lĩnh vực viết văn, theo ông: "Thơ không nói hết được bao điều cần nói, nên cần phải viết văn xuôi". Sau khi tự thể nghiệm qua nhiều thể loại, ông tập trung vào thể loại tùy bút. Ông tự đánh giá: "Tùy bút gần gũi với thơ; và thơ biểu đạt xúc cảm về đời sống là chính, và viết một bài tùy bút xong, không mất quá nhiều công phu như tiểu thuyết hay truyện ngắn".
Năm 1997, Nhà xuất bản Thanh Niên xuất bản tùy bút "Đường vào Hà Nội", dày 350 trang, bao gồm 40 tùy bút.
Ông là một Nhà văn chuyên viết về Hà Nội và là tác giả của nhiều tập tùy bút, bài văn được nhiều người yêu thích, hàng loạt các tác phẩm viết về Hà Nội của ông đã tạo được ấn tượng sâu sắc trong lòng người đọc: Thú ăn chơi người Hà Nội (4 tập), Dòng sông Hà Nội, Nghìn năm còn lại, Nước Việt hồn tôi, Đường vào Hà Nội, Phập phồng Hà Nội, Hà Nội 36 phố phường, v.v...
Ông qua đời tại nhà riêng ở Hà Nội ngày 3 tháng 9 năm 2010 (vào 8 giờ 15 phút), hưởng thọ 78 tuổi.

## Cống hiến
Tổng số các tác phẩm của Băng Sơn bao gồm tùy bút và đoản văn là khoảng 3.000 tác phẩm, trong đó có tới 95% đã được đăng tải hoặc in tuyển tập, nhất là các tùy bút viết về Hà Nội...

## Băng Sơn với Hà Nội
| “           | Ông nhớ và biết rất rõ từng con phố của Hà Nội dài, ngắn thế nào, những ngôi nhà khác nhau ra sao, trong một số ngôi nhà, ông cũng nhớ có ai đang ở trong đó, họ là người như thế nào... Tất cả những gì thuộc về Hà Nội, của Hà Nội dường như đã lọt hẳn vào trong trí não, tâm hồn, con người ông. | ” |
| — Huy Thông | |   |

| “          | "Hà Nội như máu thịt tôi, không thể tách rời ra được nữa. Tôi chưa bao giờ sống xa Hà Nội quá một tuần. Hà Nội có gì thì trong con người tôi có cái ấy dù tôi không phải là bách khoa thư lưu trữ toàn bộ những thứ liên quan đến Hà Nội, nhưng gần một đời thâm nhập vào Hà Nội, tôi tự thấy mình quá hiểu Hà Nội lắm rồi." | ” |
| — Băng Sơn | |   |

| “          | "Nếu còn sống, tôi còn tiếp tục viết, và viết về Hà Nội, nơi tôi sống, rất yêu và đã từ lâu tôi xem như là máu thịt của mình..." | ” |
| — Băng Sơn | |   |

Mong muốn của Băng Sơn:
| “ | Băng Sơn đã có kế hoạch cho xuất bản cuốn "100 ngôi nhà ở Hà Nội". Trong 100 ngôi nhà đó sẽ có 100 gia đình, 100 nhân vật độc đáo của Hà Nội xưa và nay. | ” |

## Tác phẩm nổi tiếng
- Ngàn mùa hoa (1991)
- Con thuyền hoa (1993)
- Hương sắc bốn mùa (1993)
- Thú ăn chơi người Hà Nội (Nhà xuất bản Văn hoá Thông tin – 1993), 4 tập
- Nghìn năm còn lại (Nhà xuất bản Hà Nội – 1996)
- Bóng bảy màu (1996)
- Nước Việt hồn tôi (Nhà xuất bản Phụ Nữ – 1995)
- Đường vào Hà Nội (Nhà xuất bản Thanh Niên – 1997)
- Hà Nội 36 phố phường
- Vườn xanh
- Con chim gọi quả
- Dòng sông Hà Nội
- Hà Nội rong ruổi quẩn quanh (Nhà xuất bản Kim Đồng – 2013)
- Những cánh buồm

## Phong tặng
Nhiều giải thưởng ông đã được trao tặng: Giải Hội Nhà văn Việt Nam về thiếu nhi, giải báo Nhi Đồng, giải viết về "Hà Nội nghìn năm" của báo Hànộimới (2 lần), giải thưởng Văn học của Hội Liên hiệp văn học nghệ thuật Hà Nội (2 lần), giải thưởng về Bút ký của Hội Nhà báo Việt Nam, Huy chương Vì sự nghiệp văn hóa của Bộ Văn hóa Thông tin (Việt Nam).
Năm 2009 ông nhận Giải thưởng Bùi Xuân Phái – Vì Tình yêu Hà Nội